# William B. Bankhead
William Brockman Bankhead (ur. 12 kwietnia 1874, zm. 15 września 1940) – amerykański polityk, członek Izby Reprezentantów USA w latach 1917–1940, działacz Partii Demokratycznej.